# Peter Smith
Peter Smith (9 dicembre 1963) è un ex calciatore ed ex giocatore di calcio a 5 statunitense.

## Carriera
Con la nazionale di calcio a 5 degli Stati Uniti ha disputato il FIFA Futsal World Championship 1989 concluso dalla selezione nordamericana al terzo posto.